# F1 24
F1 24 ist das offizielle Videospiel der Formel-1-Weltmeisterschaft 2024, das von Codemasters entwickelt und von EA Sports veröffentlicht wird. Es ist der 16. Titel in der F1-Reihe.
Das Spiel erschien am 31. Mai 2024 für Microsoft Windows, PlayStation 4, PlayStation 5, Xbox One und Xbox Series X/S.

## Liste der Strecken
Alle im Spiel enthaltenen Rennstrecken der Saison 2024:
| Nr. | Land                         | Großer Preis                    | Strecke                            | Ort          |
| --- | ---------------------------- | ------------------------------- | ---------------------------------- | ------------ |
| 1   | Bahrain                      | Großer Preis von Bahrain        | Bahrain International Circuit      | Manama       |
| 2   | Saudi-Arabien                | Großer Preis von Saudi-Arabien  | Jeddah Corniche Circuit            | Dschidda     |
| 3   | Australien                   | Großer Preis von Australien     | Albert Park Circuit                | Melbourne    |
| 4   | Japan                        | Großer Preis von Japan          | Suzuka International Racing Course | Suzuka       |
| 5   | Volksrepublik China          | Großer Preis von China          | Shanghai International Circuit     | Shanghai     |
| 6   | USA                          | Großer Preis von Miami          | Miami International Autodrome      | Miami        |
| 7   | Italien                      | Großer Preis der Emilia-Romagna | Autodromo Enzo e Dino Ferrari      | Imola        |
| 8   | Monaco                       | Großer Preis von Monaco         | Circuit de Monaco                  | Monaco       |
| 9   | Kanada                       | Großer Preis von Kanada         | Circuit Gilles-Villeneuve          | Montreal     |
| 10  | Spanien                      | Großer Preis von Spanien        | Circuit de Barcelona-Catalunya     | Barcelona    |
| 11  | Österreich                   | Großer Preis von Österreich     | Red Bull Ring                      | Spielberg    |
| 12  | Großbritannien               | Großer Preis von Großbritannien | Silverstone Circuit                | Silverstone  |
| 13  | Ungarn                       | Großer Preis von Ungarn         | Hungaroring                        | Budapest     |
| 14  | Belgien                      | Großer Preis von Belgien        | Circuit de Spa-Francorchamps       | Stavelot     |
| 15  | Niederlande                  | Großer Preis der Niederlande    | Circuit Park Zandvoort             | Zandvoort    |
| 16  | Italien                      | Großer Preis von Italien        | Autodromo Nazionale di Monza       | Italien      |
| 17  | Aserbaidschan                | Großer Preis von Aserbaidschan  | Baku City Circuit                  | Baku         |
| 18  | Singapur                     | Großer Preis von Singapur       | Marina Bay Street Circuit          | Singapur     |
| 19  | USA                          | Großer Preis der USA            | Circuit of The Americas            | USA          |
| 20  | Mexiko                       | Großer Preis von Mexiko         | Autódromo Hermanos Rodríguez       | Mexico-Stadt |
| 21  | Brasilien                    | Großer Preis von São Paulo      | Autódromo José Carlos Pace         | São Paulo    |
| 22  | USA                          | Großer Preis von Las Vegas      | Las Vegas Street Circuit           | Las Vegas    |
| 23  | Katar                        | Großer Preis von Katar          | Losail International Circuit       | Doha         |
| 24  | Vereinigte Arabische Emirate | Großer Preis von Abu Dhabi      | Yas Marina Circuit                 | Abu Dhabi    |

Sonstige im Spiel enthaltenen Rennstrecken:
| Nr. | Land     | Großer Preis              | Strecke                            | Ort      |
| --- | -------- | ------------------------- | ---------------------------------- | -------- |
| 1   | Portugal | Großer Preis von Portugal | Autódromo Internacional do Algarve | Portimão |

## Liste der fahrbaren Fahrzeuge

### Moderne Boliden
- Oracle Red Bull Racing (Red Bull Racing RB20)
- Mercedes-AMG Petronas Formula One Team (Mercedes-AMG F1 W15 E Performance)
- Scuderia Ferrari (Ferrari SF-24)
- McLaren Formula 1 Team (McLaren MCL38)
- Aston Martin Aramco Formula One Team (Aston Martin AMR24)
- BWT Alpine F1 Team (Alpine A524)
- Williams Racing (Williams FW46)
- Visa Cash App RB Formula One Team (RB VCARB 01)
- Stake F1 Team Kick Sauber (KICK Sauber C44)
- MoneyGram Haas F1 Team (Haas VF-24)